# 尹翁归
尹翁歸（？—前62年），字子兄，是西漢時期官員，其出身河東郡平陽縣（今屬山西省臨汾市），後遷居杜陵縣。

## 生平

### 嶄露頭角
尹翁歸年少時便失去了父親，與叔父住在一起。他早年在牢獄裡擔任小吏，通曉法律，又喜愛擊劍，沒有誰能抵擋得住他。當時大將軍霍光主持朝政，許多霍氏家族成員居住在平陽當地，霍家的奴僕門客橫行霸道，時常手持刀具兵器在街市上打鬥，吏卒們皆無法制止，等到尹翁歸擔任市吏後，沒人敢再違法作亂。尹翁歸公正廉潔不接受餽贈，商賈們對其敬畏有加。
尹翁歸後來離職賦閒在家。正巧田延年擔任河東郡太守，巡視各县到了平陽，召集過去擔任吏卒者共五六十人，田延年親自會見他們，命令有文才者站在東邊，有武才的則站在西邊。就這樣察看了數十人，輪到尹翁歸時，唯獨他伏地不肯起身，尹翁歸向田延年說道：「翁歸文武兼備，願聽您驅使。」功曹認為這名小吏過於傲慢，田延年說：「這又有什麼關係？」於是召其上前詢問，田延年對尹翁歸的對答感到很驚奇，便任命他擔任卒吏，讓其跟隨自己回到郡府。尹翁歸在徹查事件和揭發姦情上，能夠窮盡事情的原委，田延年相當看重他，認為自己的能力遠遠不及尹翁歸，此後田延年提拔尹翁歸擔任督邮一職。當時河東二十八個縣，分為兩部分，其中閎孺統管汾水之北，尹翁歸管領汾水以南。尹翁歸督察各縣揪出違法情事，縣中一些犯法的官吏雖被嚴加懲處，但他們也自知是罪有應得而沒有怨言。後來尹翁歸經察舉孝廉後，被任命為緱氏縣县尉，他歷任各郡，所到之處皆治理有方，其後再度升遷都內令、弘農都尉等職。

### 治理東海
當尹翁歸被任命為東海郡太守準備上任時，事先前去與廷尉定國辭別。于定國的老家在東海，他原本想把兩個同鄉的兒子託給尹翁歸照顧，讓他們先坐在後堂等待接見。然而于定國與尹翁歸交談了一整日，始終不敢讓同鄉的兒子出來見尹翁歸。直到尹翁歸告辭離去後，于定國才對那兩位同鄉的兒子們說：「他是個賢明的官員，你們兩人也沒有能力任事，我就更不好拿私事對他啟齒相求了」。
尹翁歸治理東海時觀察仔細，明察秋毫，郡中的官吏、平民是否賢達或者品性不良，以及他們的各種奸詐邪惡罪名都清楚知悉。各縣皆有記載違法犯罪情況的薄冊，尹翁歸親自處理各縣的政事不假他人之手，遇到法令嚴急的縣，就稍微寬緩處理，官吏和百姓法紀稍有懈怠時，他就翻閱紀錄違法犯罪的薄冊。各縣都拘捕狡猾的官吏與不守法度的百姓，審查後分別裁定罪名，情節嚴重者判處死刑，尹翁歸逮捕人一定選在秋、冬兩季的考核官吏大會裡，或於他外出巡行各縣的途中，不在平白無事時拘捕人，其作法是為了殺一儆百，如此一來，吏民們對他心服口服，因恐懼被懲罰而改過自新。東海郯县有一位名叫許仲孫的豪紳，其為人奸猾，又擾亂吏治，郡中百姓對他感到相當苦惱。即使有二千石的官員想要逮捕他，許仲孫仍可憑藉勢力狡詐脫逃，始終無人能制服他。尹翁歸來到東海後，判處許仲孫棄市，東海郡郡民對尹翁歸的舉動震慄不已，此後沒有人敢在觸犯法令，東海從此太平。

### 嚴刑治盜
尹翁歸因政績優異而於元康元年升遷右扶風，一年後實授職位。任上他選用廉明公正憎惡奸邪的官吏做為輔官，並對他們以禮相待，官吏中若有辜負尹翁歸者，尹翁歸必定對其施加刑罰。尹翁歸用他治理東海郡的老方法來管理右扶風，各縣對作奸犯科者一樣有薄冊紀錄。比伍中發生盜案，尹翁歸就召來該縣的長吏，清楚告訴他奸猾主犯的名字，教他按此類推盜賊的蹤跡，絕大多數的案子都像尹翁歸所說，沒有盜賊能遺漏脫逃的。尹翁歸對弱勢者就放寬政策，對豪強就加緊追查。豪強被有判罪者，便送交掌畜官管理，命令其割草抵罪，且訂定一定的時間和數量，不準別人替代。若達不到定額就施加笞刑責罰，有些豪強吃不了苦頭因而自殺。京師百姓敬畏尹翁歸的威嚴，右扶風地區因此安定，尹翁歸在偵破盜案、捕獲盜賊的考績上，時常名列三辅地區最佳。
尹翁歸施政雖然嚴刑峻法，卻以清廉出名，言談之中絕不涉及個人私事，個性溫良謙讓，不以自己的才能傲視他人，因此在尹翁歸朝廷中名譽頗佳。他任職數年，在元康四年時因病逝世。死時家中沒有多餘的財物，汉宣帝認為他賢德，下詔給御史說：「朕終日勤勞，以為求賢才是最重要的事情，不區分親疏遠近，務必尋求能夠安撫百姓。右扶風尹翁歸廉明公允正直，治理百姓政績卓越，卻不幸早逝，無法完成其功業，朕對此感到相當惋惜。賜給尹翁歸之子黃金百斤，作為供給其家祭祀的費用」。
日後尹翁歸的三個兒子都當上太守，其中小兒子尹岑更是歷任九卿，官至後將軍。而另一位同樣由田延年提拔的閎孺亦成為廣陵國國相，有善於治政的名聲。世人故此稱頌田延年知人善任。

## 評價
- 黃震：守東海東海大治，守扶風扶風大治，溫良謙退家無餘財，翁歸其能吏之賢者乎[3]。

## 延伸閱讀
[在维基数据编辑]
 《漢書·卷076》，出自班固《漢書》